# Тит Манлий Империоз Торкват
Вижте пояснителната страница за други личности с името Тит Манлий Торкват.
Тит Манлий Империоз Торкват (на латински: Titus Manlius Imperiosus Torquatus) e римски политик и консул през 347, 344 и 340 пр.н.е.

## Биография
Произлиза от патрицианския род Манлии. Син е на Луций Манлий Капитолин Империоз (диктатор през 363 пр.н.е.) и брат на Гней Манлий Капитолин Империоз.
През 360 пр.н.е., подобно на Марк Валерий Корв, Манлий побеждава грамаден гал в двубой един срещу един. Той получава допълнителното си име Торкват след като взима гердана (torques) на победения гал.
През 340 пр.н.е., когато е за трети път консул, той побеждава латините в битката при Трифанум. След победата Тит Манлий убива сина си носещ същото име, заради неспазване на военните заповеди.